# Franz Servaes
Franz Theodor Hubert Servaes (* 17. Juni 1862 in Köln; † 14. Juli 1947 in Wien) war ein deutscher Journalist, Kritiker und Schriftsteller. Er wurde auch der „Nestor der Wiener Journalisten“ genannt.

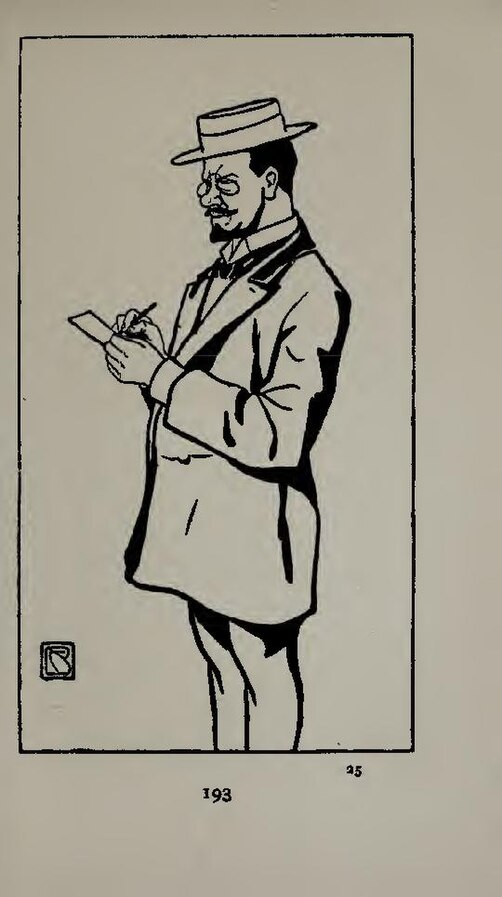
Bertha Czegka: Franz Servaes (1902)

## Leben
Er wurde geboren als Sohn von Franz Friedrich Heinrich Hubert Servaes (* 1830 in Düsseldorf; † 1905 in Goslar) und Adelgundis Bertha Arnoldine Esser (* 1837 in Köln; † 1874 ebenda). Sein Vater war Arzt in Elberfeld, Köln und Goslar. Seine Mutter war die Tochter des Geheimen Justizrates Johann Heinrich Theodor Esser aus Köln.
Servaes studierte an den Universitäten Tübingen, Leipzig und Straßburg Kunstgeschichte und Germanistik und schloss 1887 mit dem Doktorat in Philosophie ab. Er ging nach Berlin, wo er Anschluss an Künstlerkreise suchte, und begann schriftstellerisch tätig zu werden. Ab 1888 arbeitete er an der Deutschen Litteraturzeitung, der Gegenwart und der Nation als Journalist mit, darüber hinaus auch auf Empfehlung von Theodor Fontane bei der Vossischen Zeitung und anderen Blättern. Unter anderem schrieb er für die Münchner Illustrierte Wochenschrift „Jugend“. Servaes heiratete 1893 Martha Haese, ließ sich 1897 von ihr scheiden und heiratete sie 1899 erneut. Aus diesen Ehen sind drei Kinder geboren: Dagmar (Dagny), Roderich und Beate.
Erste Kontakte nach Wien hatte Servaes als Journalist für die dortige Waage. Nachdem Paul Schlenther, der Theaterkritiker der Vossischen Zeitung, als Direktor ans Wiener Burgtheater ging, erhielt Servaes dessen Kritikerstelle. 1899 kam Servaes nach Wien, wo er als Kunstkritiker tätig wurde. Bei der Neuen Freien Presse war er 1900 Berichterstatter bei der Weltausstellung in Paris. Nach dem Tod von Theodor Herzl 1904 übernahm er dessen Feuilleton bei der Zeitung. 1910 erwarb er mit seiner Frau ein Haus mit Garten in Weidlingau. Nach Ausbruch des Ersten Weltkrieges wurde ihm aber, wie vielen anderen Mitarbeitern der Neuen Freien Presse auch, gekündigt.
Servaes kehrte 1915 nach Berlin zurück. Er arbeitete als Theaterkritiker zunächst für die Ullstein-Presse, ab 1919 für den rechtsnationalen Berliner Lokal-Anzeiger.
Nach dem Tod seiner Frau 1923 heiratete er 1924 Tilly Stiefel, die zehn Jahre später verstarb. 1940 übersiedelte er wiederum nach Wien und lebte hier fortan bei seiner Tochter Dagny Servaes. Servaes starb am 14. Juli 1947 an einem Herzleiden in einer Wiener Klinik, wurde am 19. Juli in Wien eingeäschert und auf dem Steglitzer Friedhof in Berlin in einem Urnengrab beigesetzt. Das Vorwort seiner letzten Schrift  Grüße an Wien stammt aus dem Jahr 1946, es endet abrupt in den 1930er Jahren und verdrängt die Ermordung seiner Bekannten und Berufskollegen im Holocaust, so seiner Kollegin im Feuilleton der Neuen Freien Presse Rosa Silberer.
1959 wurde die Servaesgasse in Wien-Favoriten nach ihm benannt.

## Werke
- Präludien. Ein Essaybuch. Schuster & Löffler: Berlin, 1899
- Der neue Tag. Drama in 3 Akten. Seemann: Leipzig, 1903
- Michael de Ruyters Witwerjahre. Der Roman eines Lebensdilettanten. Fleischel: Berlin, 1909
- Wenn der Traum zerrinnt. Fleischel: Berlin, 1911
- Im Knospendrang. Ein Stück Jugend. Rowohlt: Leipzig, 1911
- Agnes und Albrecht. Ein Liebesdrama aus alten Tagen. Deutsch-Österreichischer Verlag: Wien, 1918

## Schriften

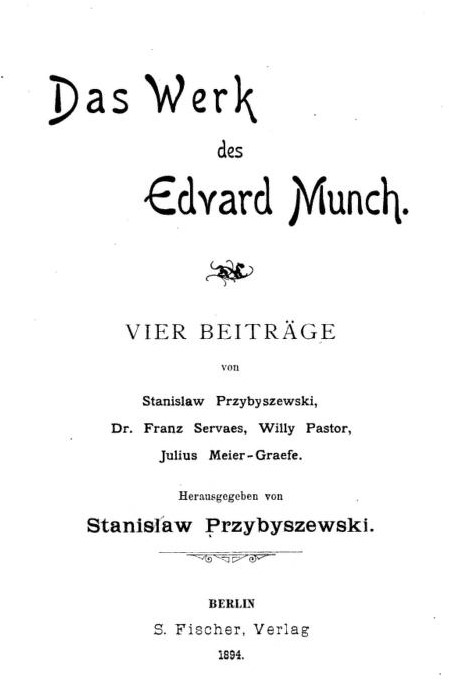
Das Werk des Edvard Munch (1894)

- Die Poetik Gottscheds und der Schweizer literarhistorisch betrachtet. Straßburg, 1887
- Berliner Kunstfrühling 1893. Speyer & Peters: Berlin, 1893
- Goethe am Ausgang des Jahrhunderts. Fischer: Berlin, 1897
- Heinrich von Kleist. Seemann: Leipzig, 1902
- Giovanni Segantini. Gerlach: Wien, 1902
- Max Klinger. Bard: Berlin, 1902
- Fontane. Schuster & Löffler: Berlin, 1904
- Albrecht Dürer. Bard: Berlin, 1905
- Wien. Briefe an eine Freundin in Berlin. Klinkhardt & Biermann: Leipzig, 1908
- Anders Zorn. Velhagen & Klasing: Bielefeld, 1910
- Goethes Lili. Velhagen & Klasing: Bielefeld, 1916
- Heinrich von Kleists tragischer Untergang. Runge: Berlin, 1922
- Rembrandt im Rahmen seiner Zeit. König: Wien, 1926
- Jahr der Wandlung. Goethes Schicksalswende 1775. Vieweg: Braunschweig, 1935
- Rembrandts Tagebücher 1639 bis 1669. Ein imaginäres Porträt. Keil Verlag: Berlin, 1938
- Grüße an Wien. Zsolnay: Wien, 1948